# 부기어
부기어(Basa Ugi)는 인도네시아 남술라웨시주에서 부기족이 사용하는 언어이다. 약 500만 명의 화자가 있다. 오스트로네시아어족의 남술라웨시어군에 속한다.

## 역사
부기어라는 이름은 말레이어 ‘Bahasa Bugis 바하사 부기스[*]’에서 왔다. 부기어의 자기 이름은 ‘Basa Ugi 바사 우기’이고, 부기족은 ‘To Ugi 토 우기’라 부른다. 우기(Ugi)라는 이름은 고대 부기족 왕국 치나(Cina)의 초대 왕 라 삿툼푸기(La Sattumpugi)의 이름에서 따온 것이다. ‘To Ugi’는 말 그대로 풀면 ‘라 삿툼푸기를 따르는 사람들’이라는 뜻이다.
부기어의 과거 모습에 대해서는 알려진 것이 별로 없다. 부기어로 된 가장 오래된 기록은 18세기에서 20세기 사이에 기록된 부기족의 창조 신화인 수레 갈리고(Sureq Galigo)이다.
부기어의 문자 기록은 야자나무 잎에 론타라 문자로 적은 역사 기록인 론타라의 형태로도 남아 있다. 론타라라는 이름은 문자를 가리키기도 하고, 그 문자로 적은 기록을 가리키기도 한다. 가장 오래된 론타라 역사 기록은 17세기쯤의 것으로 추정된다.
18세기에 네덜란드인이 부기족을 만나기 전 B. F. 매튜스라는 선교사가 성서를 부기어로 번역했다. 그는 부기어를 배운 최초의 유럽인이자 마카사르어를 처음으로 배운 유럽인이기도 했다. 부기어와 마카사르어에 관해 그가 저술한 사전과 문법서 및 그가 수집한 문학과 민속 지식 자료는 오늘날까지도 두 언어에 관한 기초 자료로 남아 있다.
부기족 일부는 네덜란드인의 식민 지배가 시작된 후 더 나은 삶을 찾아 남술라웨시를 떠났다. 이에 따라 동남아시아 해양의 여러 지역에 부기어를 사용하는 소규모 집단이 생겨났다.

## 분포

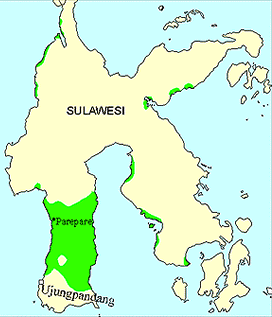
녹색으로 칠한 영역에서 부기어가 쓰인다.

부기어 모어 화자의 대부분(약 300만 명)은 인도네시아의 남술라웨시주에 몰려 있지만, 인도네시아의 자와섬, 사마린다, 수마트라 동부와 말레이시아의 사바주 동부와 말레이반도, 필리핀 남부에도 소규모 집단이 있다. 이 같은 부기족의 디아스포라는 17세기부터 시작되었으며 주로 계속되는 전쟁을 피하기 위한 것이었다. (네덜란드에 의한 직접적 식민화는 20세기 초반에 시작되었다.)

## 음운론
부기어에는 /a, e, i, o, u/와 중설 모음 /ə/ 6개의 모음이 있다.
다음 표는 부기어 자음 음소들과 그 론타라 문자 표기를 나타낸 것이다.
|                 |                 | 순음 | 순음 | 치음 | 치음 | 경구개음 | 경구개음 | 연구개음 | 연구개음 | 성문음 | 성문음 |
| --------------- | --------------- | ---- | ---- | ---- | ---- | -------- | -------- | -------- | -------- | ------ | ------ |
| 비음            | 비음            | [m]  | ᨆ    | [n]  | ᨊ    | [ɲ]      | ᨎ        | [ŋ]      | ᨂ        |        |        |
| 선비음화 파열음 | 선비음화 파열음 | [mp] | ᨇ    | [nr] | ᨋ    | [ɲc]     | ᨏ        | [ŋk]     | ᨃ        |        |        |
| 파열음          | 유성            | [b]  | ᨅ    | [d]  | ᨉ    | [ɟ]      | ᨍ        | [g]      | ᨁ        |        |        |
| 파열음          | 무성            | [p]  | ᨄ    | [t]  | ᨈ    | [c]      | ᨌ        | [k]      | ᨀ        | [ʔ]    | *      |
| 마찰음          | 마찰음          |      |      | [s]  | ᨔ    |          |          |          |          | [h]    | ᨖ      |
| R음             | R음             |      |      | [r]  | ᨑ    |          |          |          |          |        |        |
| 접근음          | 접근음          | [w]  | ᨓ    | [l]  | ᨒ    | [j]      | ᨐ        |          |          |        |        |

* /ʔ/는 어말에만 나타나므로 론타라 문자로는 따로 표기하지 않는다.
부기어를 로마자로 표기할 때는 인도네시아에서 흔한 관습에 따라 [ɲ]은 ″ny″, [ŋ]은 ″ng″, [ɟ]은 ″j″, [j]은 ″y″로 적는다. 성문 파열음 [ʔ]은 대개 아포스트로피로 적지만(예: “ana′” [anaʔ] “아이”) 가끔 “q”로 적기도 한다.

## 수사
다음은 부기어 수사 목록이다.
| 1       | ᨔᨙᨉᨗ     | seddi        |
| 2       | ᨉᨘᨓ     | dua          |
| 3       | ᨈᨛᨒᨘ     | təllu        |
| 4       | ᨕᨛᨄ     | əppa'        |
| 5       | ᨒᨗᨆ     | lima         |
| 6       | ᨕᨛᨊᨛ     | ənnəŋ        |
| 7       | ᨄᨗᨈᨘ     | pitu         |
| 8       | ᨕᨑᨘᨓ    | aruá         |
| 9       | ᨕᨙᨔᨑ    | aserá        |
| 10      | ᨔᨄᨘᨒᨚ    | səppulo      |
| 20      | ᨉᨘᨓᨄᨘᨒᨚ   | duappulo     |
| 30      | ᨈᨛᨒᨘᨄᨘᨒᨚ   | təlluppulo   |
| 40      | ᨄᨈᨄᨘᨒᨚ   | patappulo    |
| 50      | ᨒᨗᨆᨄᨘᨒᨚ   | limappulo    |
| 60      | ᨕᨛᨊᨛᨄᨘᨒᨚᨊ  | ənnəppulona  |
| 70      | ᨄᨗᨈᨘᨄᨘᨒᨚ   | pituppulo    |
| 80      | ᨕᨑᨘᨓᨄᨘᨒᨚᨊ | aruá pulona  |
| 90      | ᨕᨙᨔᨑᨄᨘᨒᨚᨊ | aserá pulona |
| 100     | ᨔᨗᨑᨈᨘ    | siratu'      |
| 1000    | ᨔᨗᨔᨛᨅᨘ    | sisəbbu      |
| 10,000  | ᨔᨗᨒᨔ    | silassa      |
| 100,000 | ᨔᨗᨀᨚᨈᨗ    | sikətti      |

## 같이 보기
- 부기족